# スバル・ドミンゴ
ドミンゴ（DOMINGO）は、富士重工業（現・SUBARU）がかつて生産・販売していたキャブオーバー（ワンボックス）タイプの多人数乗りワゴン車。

## 歴史

### 初代 KJ系（1983年-1994年）
1983年、同社の軽ワンボックスカーであるサンバートライをベースに、1.0Lエンジンを搭載した7人乗りワゴン車として登場。このクラスではトヨタ・ミニエースコーチの生産終了以来、8年ぶりとなる3列シート「7人乗り」の復活となった。
以来、ドミンゴはリッターカークラス唯一のワンボックスワゴンとして根強い人気を保ち、国産乗用車中、新車販売台数に占める市場残存率が最も高い車でもあった（富士重工業調べ）。比較的廉価な小型車ながら、収容力の高さと狭隘路での機動性、登坂力の強さを兼ね備えていたため、山間部の小規模な旅館・ペンションの宿泊客送迎車としても重宝された。
エンジンは、同社のジャスティと共通のEF10型（直列3気筒SOHC6バルブ、最高出力56PS（グロス）/48PS（ネット））をリアオーバーハングに搭載。当時の軽ワンボックスワゴンのエンジンはライトバンと共通のものが多いためか乗用車としてはトルク不足（特に多人数乗車におけるエアコン使用の発進時に顕著に表れる）なものが多く、これに不満を覚えるユーザーの代替需要がそれなりにあった。
駆動方式はRRとパートタイム式4WDの2種類で、組み合わされるトランスミッションは5速MTのみ。4WDがあったことから山間部などの需要が高かったとされる。外観面では大型バンパー、角型4灯式ヘッドランプなどを装備し、ベース車であるサンバーとの差別化を図っている。
1986年6月には、サンルーフ車の肩部に明かり取り窓を追加した「サンサンウインドゥ」を設定。同時にフルタイム4WDを追加、4WD車のエンジンを1.2Lに拡大し、更に吸排気弁を9バルブ（1気筒当たり3バルブ{吸気2・排気1}）に増加させたEF12型に変更、最高出力は52PSとなった。1991年以降、4WD車は全車フルタイム4WD・EF12型エンジンとなったが、2WD車は最後までEF10型エンジンのままであった。なおフルタイム4WDには、日本ではほとんど採用例のないワンウェイクラッチ（カムクラッチ）方式を採用している。
ベースとなったサンバーが1990年にフルモデルチェンジした後も、初代ドミンゴはそのまま細部の改良を繰り返し、1994年まで生産が継続された。同じエンジンを積むジャスティには後年、2ペダルのECVTやパワーステアリングが追加されたが、これらの装備は初代ドミンゴには最後まで設定されなかった。
1994年5月に生産終了。在庫対応分のみの販売となる。
1994年6月に2代目と入れ替わる形で販売終了。

### 2代目 FA系（1994年-1998年）
1994年6月、登場以来11年ぶりにフルモデルチェンジを行い登場。初代同様に、車体は同社の軽ワンボックスカー「サンバーディアス」がベースとなった。
大型バンパーにより全長は長くなっているが、このバンパーはフェイクではなく、シャーシフレームの前後端を延長し、先端をY字形にすることで前面衝突安全を確保している。
エンジンは先代のEF12型を踏襲するが、燃料供給装置をキャブレターからEMPiに変更し、最高出力が61PSに向上している。また、これまでマニュアルのみだったトランスミッションはECVTを追加した。フルタイム4WDは、ECVTとの相性のため、試験的な性格の強いワンウェイクラッチ方式から、ビスカスカップリング方式へ変更したことで走破性が向上した。
リアクーラーもエバポレーター付のものになり、ようやくパワーウインドウ、パワーステアリング、集中ドアロックなどの時代に即した快適、便利装備が揃った。反面、先代の4WD車に装備されていたタコメーターは、2代目では省略されている。なお、車重が1t超となったため、自動車重量税は初代と比して高くなった。
快適装備は初代に比べると充実したが、ドミンゴを取り巻く状況は刻々と変化をとげていた。ベースとなった軽ワンボックスカーは660ccに排気量が拡大された上、ターボやスーパーチャージャーを搭載したことで、自主規制一杯の64PSまでのパワーアップを果たしていた。ただターボ搭載車は、アクセル操作に対して過給器が反応するまでの、いわゆるターボラグがあってこれを嫌う層も少なくなく、また軽自動車のエンジンは定格回転数が登録車よりおおむね1,000rpm高いため、高速道路ではOD段でも回転数が4,000rpmを越え騒音や振動が酷くなる上に、燃費も悪化しやすくなる傾向にあったため、ファミリー向けRVとしての商品性を念頭に置いたドミンゴにはまだアドバンテージは充分にあった。
一方、小型クラスのワンボックスワゴンでは、安全性とフロントシートへの乗降性を重視した、セミキャブオーバースタイルのミニバンへの世代交代が始まっていた。またエンジンもY型やCA型と言った、経済性重視、或いは基礎設計の旧いエンジンから、主力乗用車（セダン）にも劣らない新規設計のエンジンを搭載するのが通例となった。この中で、従来の改良版である61PSの3気筒1.2Lエンジンと、サンバーベースのキャブオーバーボディーでは時代遅れの感は否めなかった。2代目ドミンゴは開発費の都合上、既発売車をベースとせざるを得なかった上、発表時期がバブル崩壊の最中であったため、初代ほどの人気は得られなかったが、11年前の基本設計を引きずっていた初代の末期に比べると、大幅なモデルチェンジを果たしている。
1996年、ルーフをポップアップ式とし、ベッドスペースを生み出すキャンピングカーとしての装備を加えた「アラジン」をラインアップに追加。「アラジン」の販売台数は282台であった。
1998年12月、同年10月の軽自動車の規格変更に伴うサイズアップで、オーバーラップが避けられないとの判断から、ドミンゴの生産を終了。以降は在庫対応分のみの販売となる。
1999年1月、在庫対応分が完売し販売終了。後継車はなく、2001年8月にトラヴィックが発売されるまでの3年間、スバルのラインナップから3列シート車は姿を消すことになる。

## 輸出仕様
ドミンゴは日本以外の国にも輸出され、欧州ではスバル・リベロ（Libero）、英国ではスバル・スモー（Sumo）、ドイツではスバル・Eシリーズ（E12/E10）、スウェーデンではスバル・コロンブス（Columbuss）として販売された。
例外的な存在として、台湾では大慶汽車によるノックダウン生産が行われ、初代は「速霸陸 多猛哥」（SUBARU Domingo）、2代目は「速霸陸 金福相」（SUBARU Estratto）、フィンランドでは電気自動車仕様としてスバル・エルキャット (ELCAT) として販売された。大慶汽車製造のモデルは、初代は富士重工製とほぼ同じだが、2代目に当たる金福相はボディやエンジンなどの基本的部分は2代目ドミンゴと同じながら、フロントフェイスが5代目サンバーとほぼ同じデザインの物になっている他、初代ドミンゴのサンサンウィンドゥを思わせるサンルーフがあるモデルも存在する（5代目サンバーのサンサンルーフとは異なる）。また、日本にはないトラック仕様が存在し、現地仕様の木製の荷台を架装している事と、初代、2代目ともに4代目サンバートラック（KT型）と同じリヤバンパーとリヤコンビネーションランプを装着している事、2代目は5代目サンバー（KS型）と同じ丸いシールドビーム2灯式のヘッドランプを装着したフロントフェイスである事が特徴である。ELCATは走行距離最大充電時で130km、最大速度72kmである。
欧州では強い悪路走破性能が買われ、激しい悪路走行を行ったり、ボディを取り払いバギーカーに改造するユーザーもいる。また熱心なファンによりオーナーズクラブも結成されている。

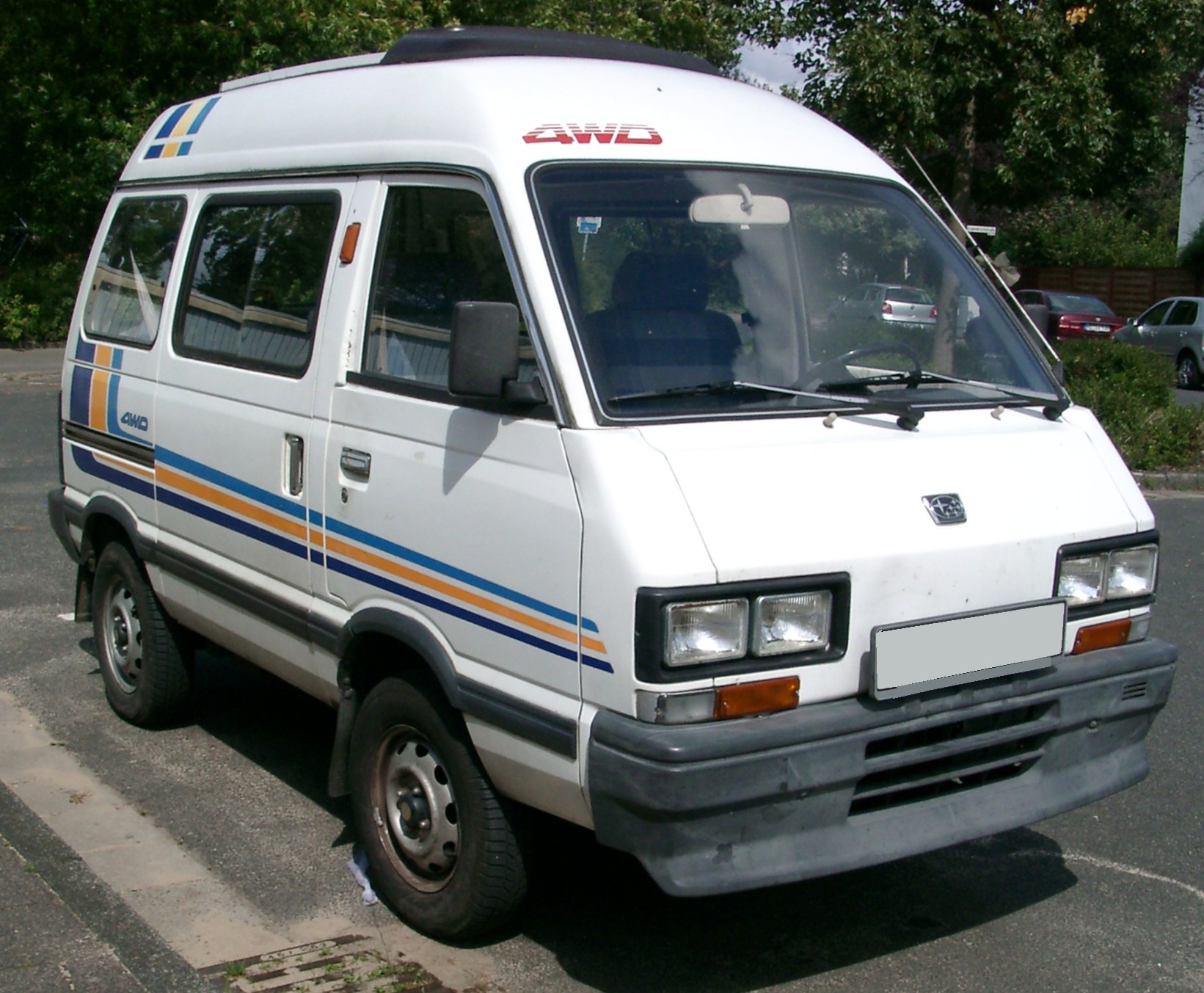
スバル・リベロ(初代)
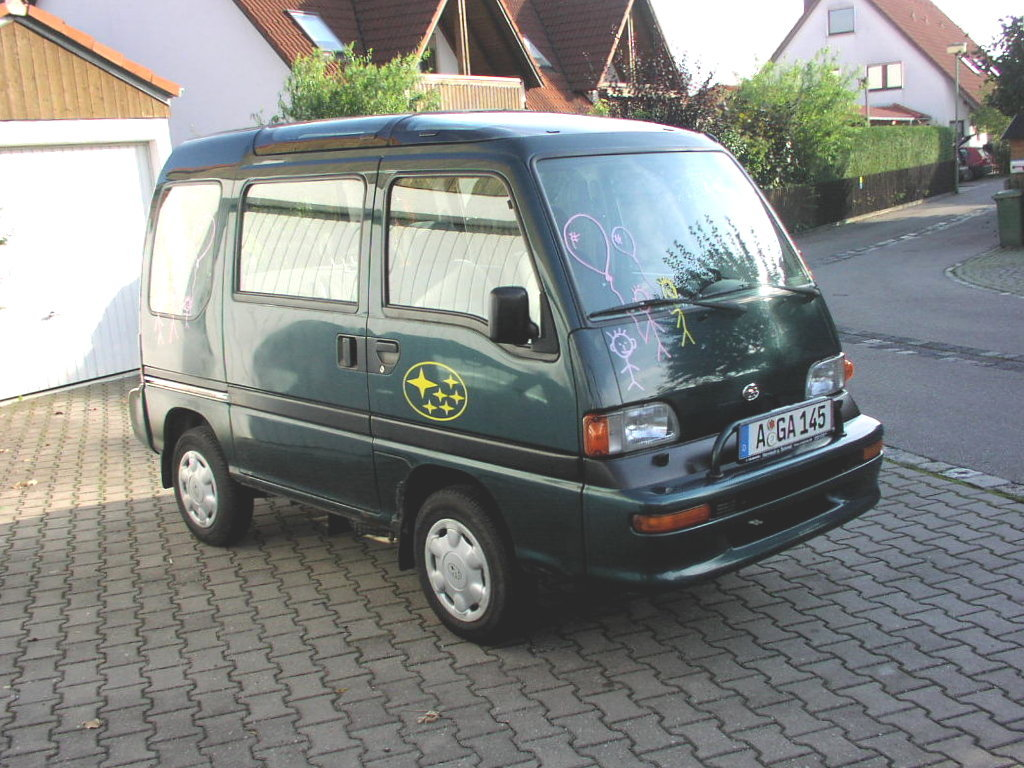
スバル・リベロ(2代目)
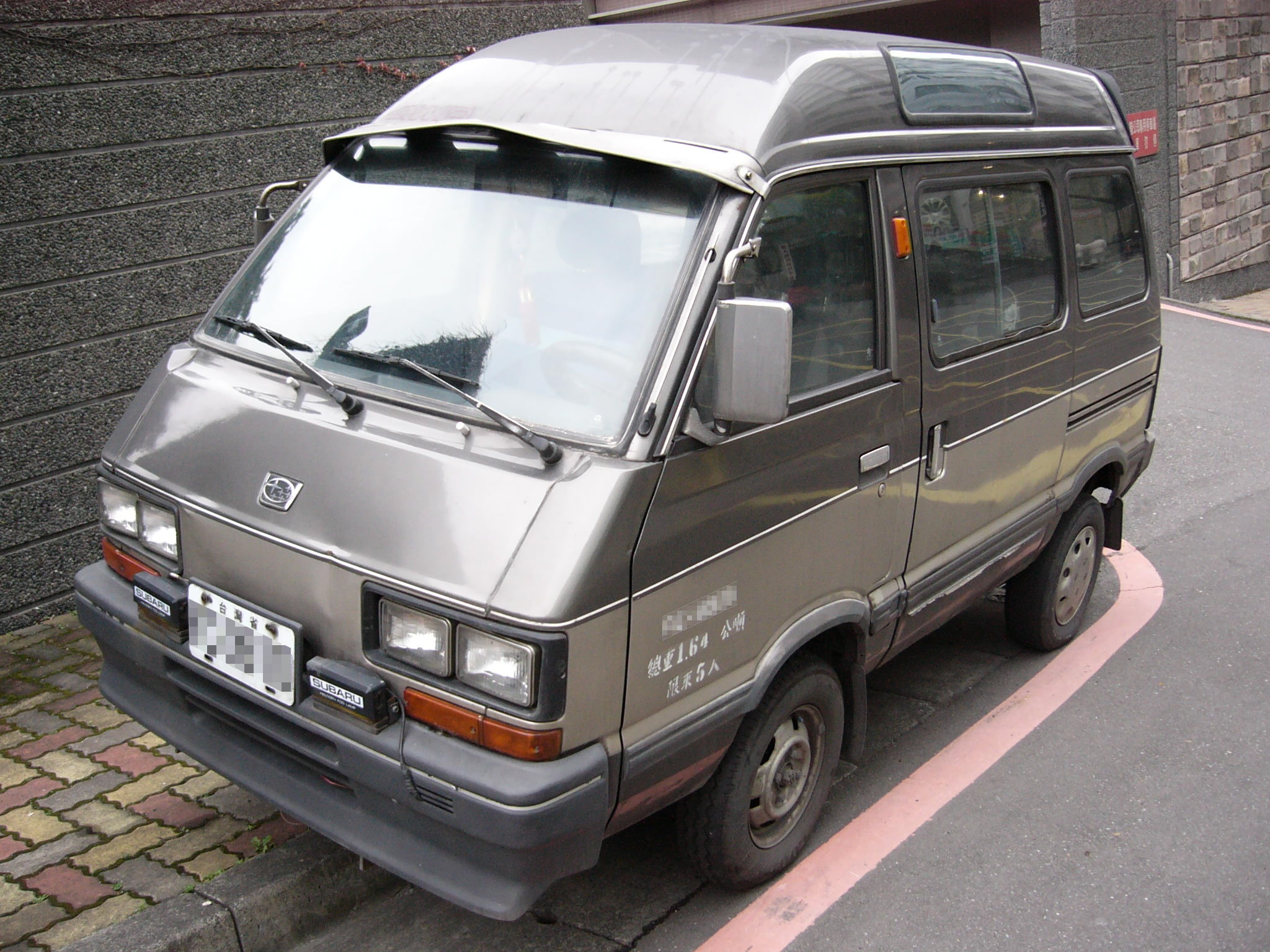
大慶汽車によるノックダウン生産車 (Domingo)
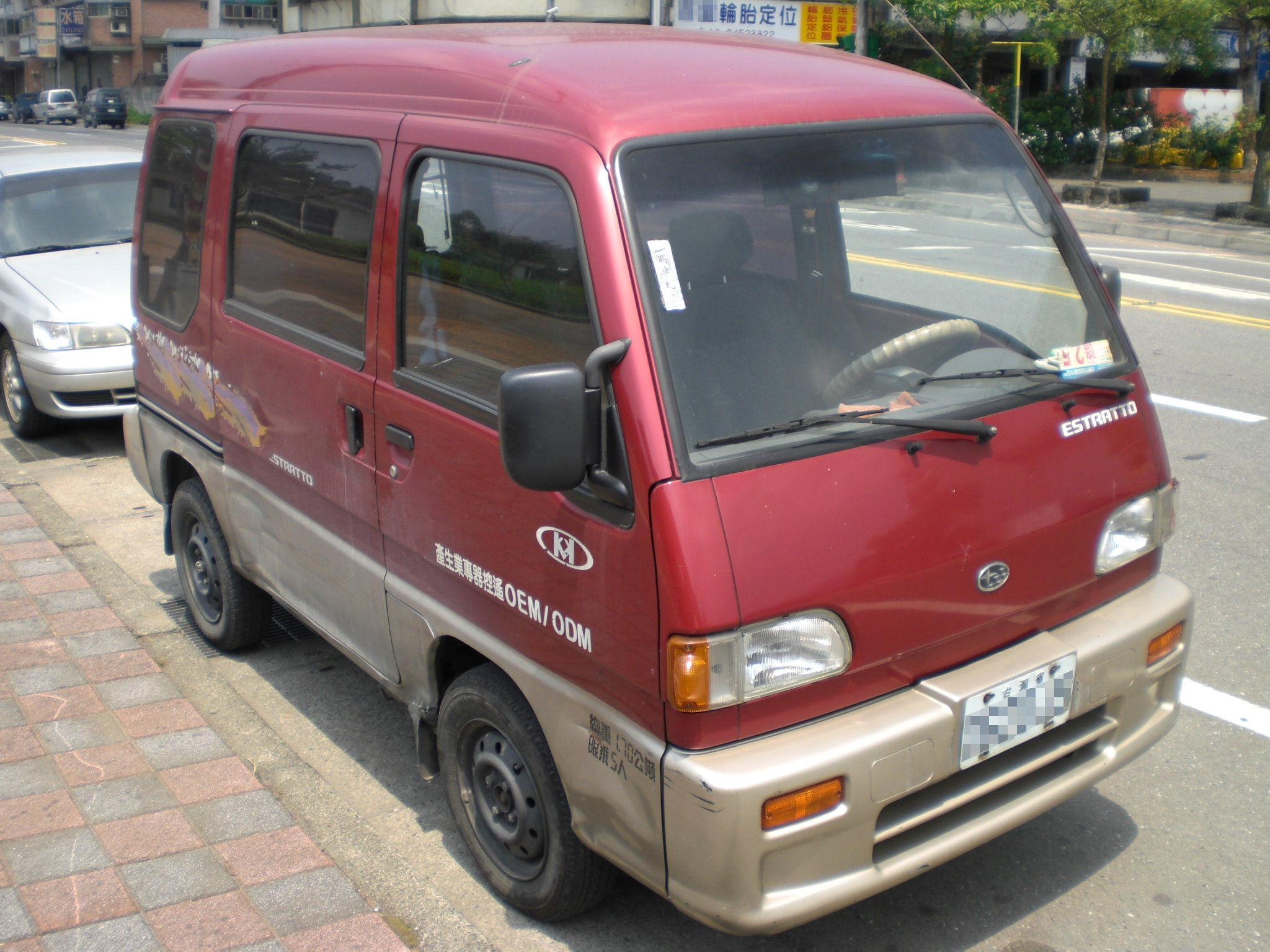
大慶汽車によるノックダウン生産車 (Estratto)
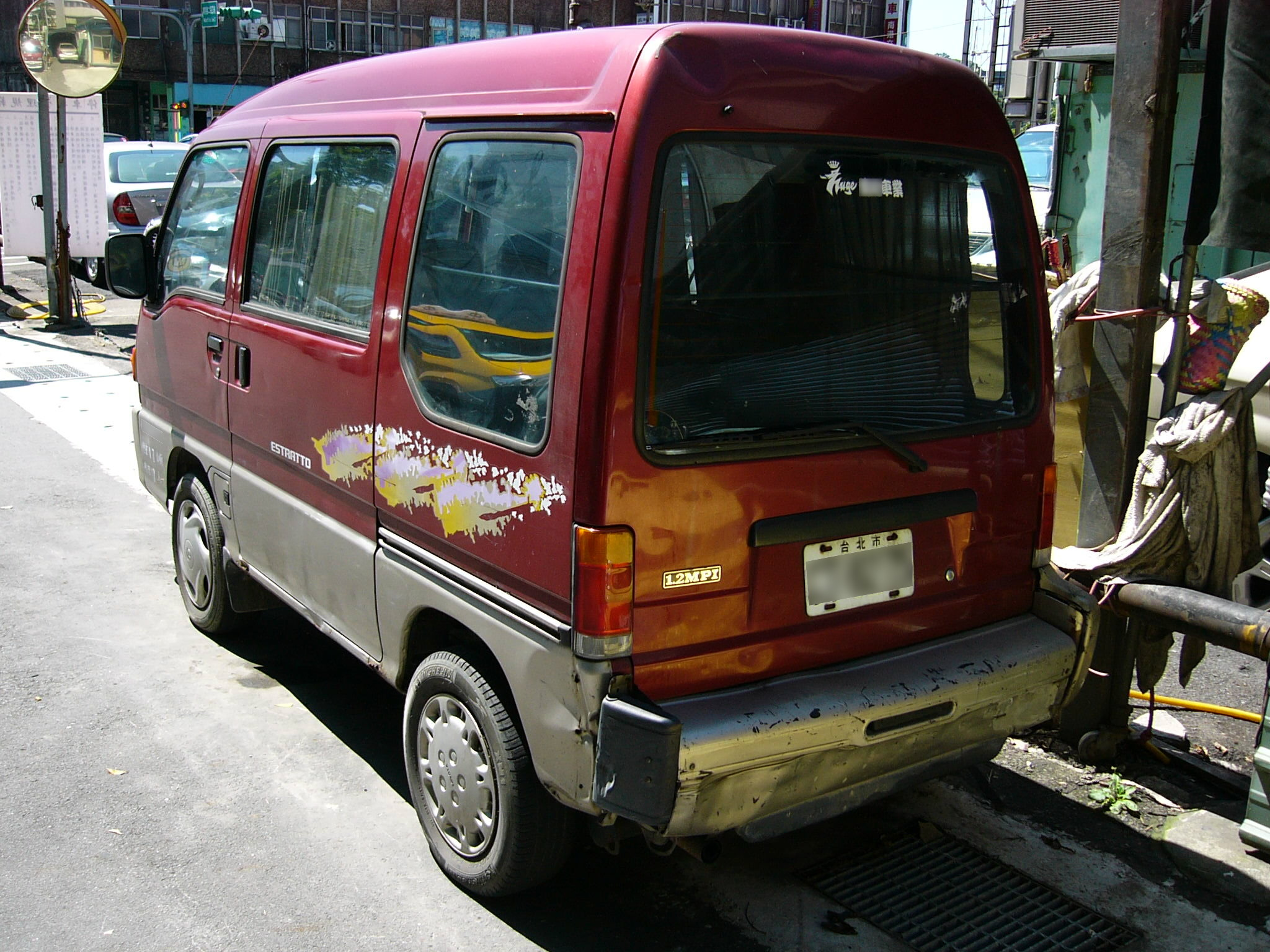
同リヤ

## 車名の由来
DOMINGOはスペイン語で「日曜日」の意味。「この車に乗れば、気分はいつでも日曜日」という意味が込められている。「ドミンゴ」というネーミングは1970年の東京モーターショーで参考出品されたサンバーベースのバギー「エルドミンゴ」でも使われていた。
輸出仕様車のリベロ (Libero) はイタリア語で自由を意味する言葉。なお、三菱・リベロ（語源は同一）やヒュンダイ・リベロとの関係はない。